# Pseudhaloptilus pacificus
Pseudhaloptilus pacificus är en kräftdjursart som först beskrevs av M. W. Johnson 1936.  Pseudhaloptilus pacificus ingår i släktet Pseudhaloptilus och familjen Augaptilidae. Inga underarter finns listade i Catalogue of Life.